# Изотропный вектор
Изотро́пный ве́ктор (нульвектор) — ненулевой вектор псевдоевклидова векторного пространства (над полем вещественных чисел) или унитарного векторного пространства (над полем комплексных чисел), ортогональный самому себе, или, что эквивалентно, имеющий нулевую длину в смысле скалярного произведения рассматриваемого пространства. 
Наименование изотропный связано с физическим понятием изотропии. 
В евклидовых пространствах таких векторов нет — нулевой длиной обладают лишь векторы, равные нулю.
В псевдоевклидовых пространствах изотропные векторы существуют и образуют изотропный конус. Именно, вектор {\displaystyle \xi \neq 0} векторного пространства {\displaystyle E} над полем {\displaystyle F} вещественных или комплексных чисел с заданной в качестве скалярного произведения невырожденной билинейной формой {\displaystyle \Phi :E\times E\to F} с сигнатурой {\displaystyle (p,q)} изотропен, если {\displaystyle \Phi (\xi ,\xi )=0}.

## Связанные понятия

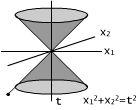
Изотропный конус в пространстве

- Изотропным конусом псевдоевклидова или унитарного векторного пространства называется множество, состоящее из всех векторов нулевой длины данного пространства, то есть всех изотропных векторов и нулевого вектора.

- Изотропное подпространство — подпространство псевдоевклидова или унитарного векторного пространства, целиком содержащееся в изотропном конусе этого пространства, то есть целиком состоящее из векторов нулевой длины. Подпространство является изотропным тогда и только тогда, когда любые два его вектора ортогональны друг другу[1]. Максимальная размерность изотропного подпространства псевдоевклидова пространства сингатуры {\displaystyle (p,q)} не превосходит {\displaystyle \min(p,q)}[2].

- Вырожденное подпространство — подпространство псевдоевклидова или унитарного векторного пространства, ограничение скалярного произведения на которое вырождено. Подпространство является вырожденным тогда и только тогда, когда оно содержит хотя бы один изотропный вектор, ортогональный всем остальным векторам этого подпространства[1]. Очевидно, любое изотропное подпространство является вырожденным, но обратное не верно.

## Примеры

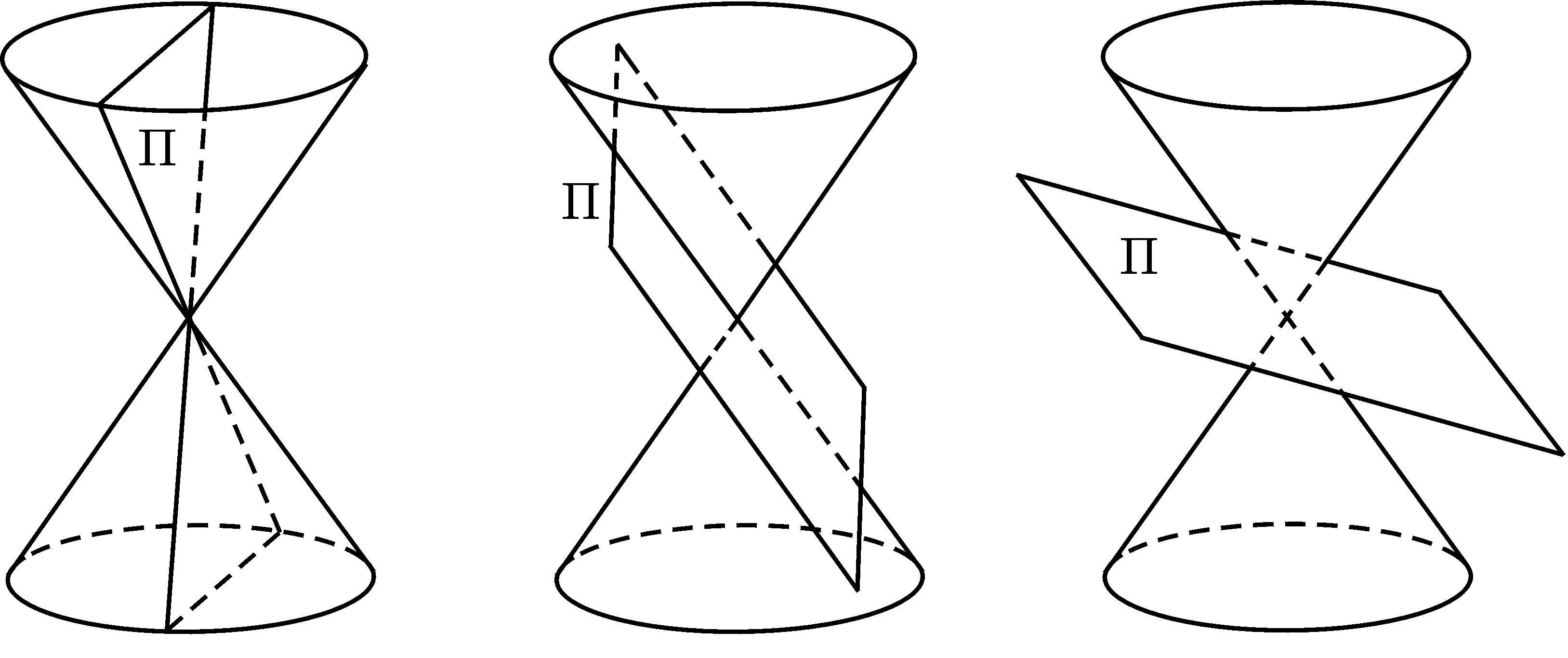
Взаимное расположение плоскости и изотропного конуса в пространстве. Слева направо: плоскость псевдоевклидова, вырожденная, евклидова.

- Простейший пример — изотропные векторы и изотропный конус в {\displaystyle \mathbb {R} _{1}^{3}} — псевдоевклидовом пространстве сигнатуры (2,1).  Квадрат длины вектора {\displaystyle e=(x,y,z)} задается формулой {\displaystyle |e|^{2}=\langle e,e\rangle =x^{2}+y^{2}-z^{2}}.  Изотропный конус — прямой круговой конус {\displaystyle x^{2}+y^{2}-z^{2}=0}. Изотропные подпространства — лежащие на нём прямые (образующие), вырожденные подпространства (отличные от изотропных) — плоскости, касающиеся изотропного конуса, то есть имеющие с ним ровно одну общую прямую. Все остальные плоскости являются либо евклидовыми (если пересекаются с изотропным конусом лишь в его вершине), либо псевдоевклидовыми сигнатуры (1,1) (если пересекаются с ним по двум различным прямым)[3].

- Важнейший пример — изотропные векторы и изотропный конус в пространстве Минковского {\displaystyle \mathbb {R} _{1}^{4}} — псевдоевклидовом пространстве сигнатуры (1,3), используемом в качестве геометрической интерпретации пространства-времени специальной теории относительности. В этом пространстве каждый вектор e имеет четыре координаты: {\displaystyle e=(ct,x,y,z)}, где {\displaystyle c} ― скорость света, и квадрат его длины задается формулой {\displaystyle |e|^{2}=\langle e,e\rangle =(ct)^{2}-x^{2}-y^{2}-z^{2}}.  Изотропный конус пространства Минковского называется световым конусом, а изотропные векторы — световыми или светоподобными. Векторы, лежащие внутри светового конуса ({\displaystyle |e|^{2}>0}), называются времениподобными, а векторы, лежащие вне светового конуса ({\displaystyle |e|^{2}<0}), называются пространственноподобными.